# Jodi Balfour
Jodi Balfour, född 29 oktober 1987 i Kapstaden, är en sydafrikansk skådespelare.
Balfour har bland annat medverkat i TV-serierna Bomb girls (2012–2014), Quarry från 2016 och For All Mankind (2019–2022).

## Filmografi (i urval)
- 2012–2014: Bomb girls
- 2016: Quarry
- 2017 – Rellik (TV-serie)
- 2017 – The Crown (TV-serie)
- 2019–2022: For All Mankind
- 2023: Ted Lasso